# Slavko Dokmanović
Slavko Dokmanović (Trpinja, 14. prosinca 1949. - Haag, 29. lipnja 1998.), hrvatski Srbin, predsjednik Skupštine Općine Vukovar, gradonačelnik za vrijeme okupacije grada i optuženik za ratne zločine. Po zanimanju je bio poljoprivredni inženjer.
3. travnja 1996. ICTY je podignuo optužnicu protiv Dokmanovića zbog zločina protiv čovječnosti, kršenja pravila ili običaja ratovanja i teške povrede Ženevske konvencije zbog njegove uloge u masakru na Ovčari. Uhićen je od strane snaga UNTAES-a 27. lipnja 1997.
Počinio je samoubojstvo vješanjem 29. lipnja 1998. godine, mjesec dana prije donošenja presude.